# Ђула Мештер
Ђула Мештер (мађ. Mester Gyula; Суботица, 3. април 1972) бивши је српски одбојкаш.

## Каријера
Одбојкашку каријеру је започео у одбојкашком клубу Спартак. Играо је на позицији средњег блокера. Са одбојкашком репрезентацијом Југославије је освојио златну медаљу на Олимпијским играма 2000. у Сиднеју и бронзану на Олимпијским играма 1996. у Атланти. Са репрезентацијом је још освојио сребрну медаљу на Светском првенству 1998. у Јапану и златну медаљу на Европском првенству 2001. Укупно је у дресу репрезентације освојио 12 медаља. Ишао је у основну школу 10. октобар. Мештер је мађарског порекла.
Био је члан Војводине, а са успехом је играо у Италији и Грчкој. Од марта 2019. до новембра 2022. године обављао је функцију потпредседника Одбојкашког савеза Србије када је изабран за председника.
У новембру 2024. изабран је за потпредседника Светске одбојкашке федерације.